# Campeonato Paranaense de Futsal de 2016 - Segunda Divisão
O Campeonato Paranaense de Futsal - Segunda Divisão, cujo nome usual é Chave Prata, foi a 22ª edição da segunda mais importante competição da modalidade no estado, sua organização é de competência da Federação Paranaense de Futsal.

## Participantes em2016
| Clube                   | Cidade               | Ginásio                                  |
| ----------------------- | -------------------- | ---------------------------------------- |
| AAEMA Futsal            | Mariópolis           | AAEMA                                    |
| Apucarana Futsal        | Apucarana            | 28 de Janeiro                            |
| Campo Mourão            | Campo Mourão         | Valternei de Oliveira                    |
| AFI Itaipulândia Futsal | Itaipulândia         | Ginásio Municipal Irineu Luiz Friedrich  |
| ASSIFUSA Irati          | Irati                | Batatão                                  |
| AFIVA Ivaiporã Futsal   | Ivaiporã             | Alcebiades Alves                         |
| Monte Sião              | Paranaguá            | Albertina Salmon                         |
| Palmas Futsal           | Palmas               | Ginásio de Esportes Monsenhor Engelberto |
| Pato Futsal             | Pato Branco          | Dolivar Lavarda                          |
| Novo Futsal São José    | São José dos Pinhais | Ginásio Poliesportivo Max Rosenmann      |

## Primeira Fase
Tabela oficial. . 
| Pos | Times                             | Pts | J  | V  | E | D  | GP | GC | SG  | GA   | Classificação                     |
| --- | --------------------------------- | --- | -- | -- | - | -- | -- | -- | --- | ---- | --------------------------------- |
| 1   | Pato Futsal                       | 37  | 18 | 11 | 4 | 3  | 57 | 31 | 26  | 1,84 | Classificados para a Segunda Fase |
| 2   | São José dos Pinhais Futsal       | 34  | 18 | 10 | 4 | 4  | 62 | 43 | 19  | 1,44 | Classificados para a Segunda Fase |
| 3   | Palmas Futsal                     | 28  | 18 | 9  | 2 | 7  | 74 | 53 | 29  | 1,40 | Classificados para a Segunda Fase |
| 4   | ASSIFUSA Irati                    | 27  | 18 | 8  | 3 | 7  | 63 | 62 | 1   | 1,02 | Classificados para a Segunda Fase |
| 5   | AFI Itaipulandia                  | 26  | 18 | 6  | 8 | 4  | 57 | 61 | -4  | 0,93 | Classificados para a Segunda Fase |
| 6   | Campo Mourão                      | 24  | 18 | 6  | 6 | 6  | 50 | 50 | 0   | 1,00 | Classificados para a Segunda Fase |
| 7   | Apucarana Futsal                  | 22  | 18 | 6  | 4 | 8  | 67 | 74 | -7  | 0,91 | Classificados para a Segunda Fase |
| 8   | AFIVA Ivaiporã Futsal             | 21  | 18 | 5  | 6 | 7  | 52 | 63 | -11 | 0,83 | Classificados para a Segunda Fase |
| 9   | AAEMA Mariópolis                  | 17  | 18 | 5  | 2 | 11 | 44 | 72 | -28 | 0,61 | Eliminados                        |
| 10  | Associação Monte Sião\|Monte Sião | 12  | 18 | 3  | 3 | 12 | 52 | 69 | -17 | 0,75 | Eliminados                        |

### Confrontos
Para ler a tabela, a linha horizontal representa os jogos da equipe como mandante. A coluna vertical indica os jogos da equipe como visitante.
Tabela da Federação Paranaense de Futsal 
|              | APU | PAL | MAR | IRA | ITA  | IVP | PAR | PAT | CMO | SJO |
| ------------ | --- | --- | --- | --- | ---- | --- | --- | --- | --- | --- |
| Apucarana    | —   | 7–5 | 4–3 | 6–2 | 7–7  | 9–4 | 2–1 | 4–3 | 2–4 | 3–5 |
| Palmas       | 4–4 | —   | 8–1 | 4–1 | 2–3  | 4–3 | 4–3 | 5–0 | 8–2 | 1–2 |
| Mariópolis   | 7–4 | 3–7 | —   | 4–2 | 4–3  | 2–4 | 4–2 | 2–3 | 2–2 | 3–9 |
| Irati        | 4–4 | 6–4 | 4–1 | —   | 11–4 | 5–5 | 5–3 | 2–5 | 4–3 | 3–5 |
| Itaipulândia | 7–3 | 2–2 | 2–2 | 2–2 | —    | 4–1 | 3–3 | 1–1 | 6–5 | 2–1 |
| Ivaiporã     | 3–0 | 3–2 | 2–3 | 1–3 | 2–2  | —   | 4-4 | 4–1 | 3-3 | 1–1 |
| Paranaguá    | 2–2 | 2–6 | 4–2 | 2–3 | 7–5  | 5–1 | —   | 3–5 | 2–5 | 3–4 |
| Pato Branco  | 3–0 | 5–3 | 6–0 | 4–0 | 5–0  | 7–2 | 4–1 | —   | 1–1 | 2–2 |
| Campo Mourão | 4–2 | 5–2 | 4–1 | 2–4 | 1–2  | 3–3 | 3–2 | 0–0 | —   | 2–2 |
| São José     | 6–4 | 1–3 | 2–0 | 3–2 | 2–2  | 5–6 | 7–3 | 1–2 | 4–1 | —   |

     Vitória do mandante;
     Vitória do visitante;
     Empate.

## Segunda Fase
- Divisão dos grupos: Grupo A:1º,4º,6º,8º e Grupo B:2º,3º,5º,7º

### Grupo A
| Pos | Times                 | Pts | J | V | E | D | GP | GC | SG  | GA   | Classificação               |
| --- | --------------------- | --- | - | - | - | - | -- | -- | --- | ---- | --------------------------- |
| 1   | Pato Futsal           | 14  | 6 | 4 | 2 | 0 | 22 | 10 | 12  | 2,09 | Classificados aos Play-Offs |
| 2   | Campo Mourão          | 10  | 6 | 3 | 1 | 2 | 20 | 22 | -2  | 0,91 | Classificados aos Play-Offs |
| 3   | ASSIFUSA Irati        | 9   | 6 | 2 | 3 | 1 | 19 | 16 | 3   | 1,18 | Eliminados                  |
| 4   | AFIVA Ivaiporã Futsal | 0   | 6 | 0 | 0 | 6 | 11 | 24 | -13 | 0,46 | Eliminados                  |

#### Confrontos
Para ler a tabela, a linha horizontal representa os jogos da equipe como mandante. A coluna vertical indica os jogos da equipe como visitante.
|              | PAT | IRA | CMO | IVA |
| ------------ | --- | --- | --- | --- |
| Pato Branco  | —   | 1-1 | 6-1 | 4-2 |
| Irati        | 4-4 | —   | 3-3 | 4-1 |
| Campo Mourão | 2-5 | 6-3 | —   | 5-3 |
| Ivaiporã     | 1-3 | 2-5 | 2-3 | —   |

     Vitória do mandante;
     Vitória do visitante;
     Empate.

### Grupo B
| Pos | Times                      | Pts | J | V | E | D | GP | GC | SG  | GA   | Classificação               |
| --- | -------------------------- | --- | - | - | - | - | -- | -- | --- | ---- | --------------------------- |
| 1   | AFI Itaipulandia           | 14  | 6 | 4 | 2 | 0 | 28 | 9  | 19  | 3,11 | Classificados aos Play-Offs |
| 2   | São José dos Pinhas Futsal | 11  | 6 | 3 | 2 | 1 | 30 | 18 | 12  | 1,67 | Classificados aos Play-Offs |
| 3   | Palmas Futsal              | 8   | 6 | 2 | 2 | 2 | 25 | 21 | 4   | 1,19 | Eliminados                  |
| 4   | Apucarana Futsal           | 0   | 6 | 0 | 0 | 6 | 7  | 42 | -35 | 0,17 | Eliminados                  |

#### Confrontos
Para ler a tabela, a linha horizontal representa os jogos da equipe como mandante. A coluna vertical indica os jogos da equipe como visitante.
|                      | SJO | PAL | ITA | APU  |
| -------------------- | --- | --- | --- | ---- |
| São José dos Pinhais | —   | 6-5 | 4-4 | 10-0 |
| Palmas               | 4-4 | —   | 3-3 | 6-2  |
| Itaipulândia         | 5-0 | 3-0 | —   | 6-1  |
| Apucarana            | 0-6 | 3-7 | 1-7 | —    |

     Vitória do mandante;
     Vitória do visitante;
     Empate.

## Fase Final
|  | Semifinais                       | Semifinais   |       |  | Final                           | Final |  |
|  |                                  |              |       |  |                                 |       |  |
|  | 9,22 de outubro e 05 de Novembro |              |       |  |                                 |       |  |
|  | Pato Futsal                      | 3 (2)        |       |  |                                 |       |  |
|  | São José dos Pinhas Futsal       | 3 (2)        |       |  |                                 |       |  |
|  |                                  |              |       |  |                                 |       |  |
|  |                                  |              |       |  | 12 de novembro e 19 de novembro |       |  |
|  |                                  |              |       |  | Pato Futsal                     | 2 (4) |  |
|  |                                  | Campo Mourão | 1 (2) |  |                                 |       |  |
|  |                                  |              |       |  |                                 |       |  |
|  |                                  |              |       |  |                                 |       |  |
|  |                                  |              |       |  |                                 |       |  |
|  | 9,15 e 29 de Outubro             |              |       |  |                                 |       |  |
|  | AFI Itaipulandia                 | 1 (6) 4      |       |  |                                 |       |  |
|  | Campo Mourão                     | 2 (4) 5      |       |  |                                 |       |  |

## Semi Final 1

### Primeiro jogo
| 08 de Outubro | Novo São José Futsal                          | 3 - 3 | Pato Futsal                                | Ginásio Ney Braga |
| 19:30         | Jhonatan 06:00' · Ian 07:26' · Vitinho 33:15' |       | Joan 06:15' · Levi 22:34' · Robério 35:02' | Público: 400 pessoas Árbitro: Rodrigo Markendorf Santos Árbitro2:Rodrigo Jesus Camargo Cronometrista:Rodnei Ivan de Souza Anotador: Patrici Maria Vidal |

### Segundo jogo
| 22 de Outubro | Pato Futsal                    | 2 - 2 | Novo São José Futsal            | Ginásio Dolivar Lavarda |
| 20:30         | Robério 02:25' · Rafael 39:18' |       | Reiler 17:39' · Jhonatan 33:07' |                         |

### Terceiro jogo
| 05 de Novembro | Pato Futsal               | 2 - 1 | Novo São José Futsal | Ginásio Dolivar Lavarda |
| 20:30          | Luan 16:03' · Joan 38:03' |       | Leonardo 37:00'      |                         |

## Semi Final 2

### Primeiro jogo
| 08 de Outubro | ACMF Campo Mourão               | 2 - 1 | AFI Itaipulandia | Valternei de Oliveira |
| 20:00         | Paulinho 22:04' · Kumano 25:38' |       | Welligton 14:56' | Árbitro: Ednei Custodio Da Silva Árbitro2:Ricardo Luis Orlandine Cronometrista:Daniele Cristina Da Silva Sales Anotador: Elenice Aparecida Martins |

### Segundo jogo
| 15 de Outubro | AFI Itaipulandia                                                                 | 6 - 4 | ACMF Campo Mourão                                                     | Ginásio Irineu Luiz Fredichi |
| 20:30         | Jean 10:17' · Marcos 13:06', 36:58' · Caue 13:17' Felipe 32:58' · Everton 36:24' |       | Ricardinho 24:01' · Luiz Fernando 24:19' · Renan 29:51' Felipe 32:31' |                              |

### Terceiro jogo
| 29 de Outubro | AFI Itaipulandia                      | 4 - 5    | ACMF Campo Mourão                                                             | Ginásio Irineu Luiz Fredichi |
| 20:30         | Maiko 12:40', 20:40' , 38:52', 41:00' | Pro. 1-2 | Vinicius 06:28' · Paulinho 28:15' · Felipe 37:16', 44:24' · Carrapicho 49:26' |                              |

## Final
| 29 de Outubro | ACMF Campo Mourão | 1 - 2 | Pato Futsal | Ginásio Valternei de Oliveira |
| 20:30         |                   |       |             |                               |

| 19 de novembro | Pato Futsal | 4 - 2 | ACMF Campo Mourão | Ginásio Dolivar Lavarda |
| 20:30          |             |       |                   |                         |

## Premiação
| Chave Prata 2016                |
| ------------------------------- |
| Pato Futsal Campeão (3º título) |